# پیمان (فیلم ترسناک ۲۰۰۶)
پیمان (به انگلیسی: The Covenant) یا میثاق یک فیلم اکشن، فراطبیعی ترسناک فانتزی محصول سال ۲۰۰۶ به کارگردانی رنی هارلین است. در این فیلم بازیگرانی همچون استیون استریت، سباستین استن، لورا رمزی، تیلور کیچ، توبی همینگوی، جسیکا لوکاس، چیس کرافورد، وندی کروسون، کایل اشمید، استیون مک‌هتی، کنت ولش، استیون کراودر ایفای نقش کرده‌اند.

## داستان
چهار مرد جوان که متعلق به میراث فراطبیعی نیوانگلند هستند، مجبور می‌شوند با قدرت پنجمی که مدت‌ها تصور می‌شد از بین رفته‌است مبارزه کنند. در این میان، حسادت و سوء ظن آنها را تهدید می‌کند که از هم بپاشد.

## بازخوردها
در وب‌سایت جمع‌آوری نقد راتن تومیتوز از ۷۵ نقد منتقد، با میانگین امتیاز ۲٫۹ از ۱۰ مثبت هستند. اجماع وب‌سایت چنین می‌گوید: «پیمان مانند یک سریال تلویزیونی نوجوانانه، پر از چهره‌های زیبا، بازی چوبی، دیالوگ‌های خنده‌دار، و تعلیق کمی پخش می‌شود.» این فیلم هشتاد و نهمین فیلم با رتبه پایین‌ترین این سایت است. در متاکریتیک که از میانگین وزنی استفاده می‌کند، بر اساس ۱۶ منتقد، امتیاز ۱۹ از ۱۰۰ را به فیلم اختصاص داد که نشان دهنده «نفرت شدید» است. تماشاگران در نظرسنجی سینماسکور به فیلم نمره متوسط "B-" در مقیاس A+ تا F دادند.

### گیشه
پس از اکران در ایالات متحده، این فیلم موفق شد با فروش ۸٫۹ میلیون دلاری در جایی که آخر هفته «ضعیف» خوانده می‌شد، در صدر جدول باکس آفیس قرار گیرد. پیمان در پایان نمایش خود در سینماها، ۲۳٫۳ میلیون دلار در ایالات متحده و ۱۳٫۹ میلیون دلار در سایر مناطق به دست آورد که مجموعاً ۳۷٫۳ میلیون دلار در سراسر جهان است. هزینه تولید این فیلم بدون احتساب بازاریابی، حدود ۲۰ میلیون دلار بوده‌است.